# Bergener
Bergener ist ein deutscher Familienname.

## Varianten
- Berg, Bergen, Berger, Bergk, Bergner

## Namensträger
- Claus Bergener (1932–2018), deutscher Brigadegeneral
- Jürgen Bergener (* 1961), deutschamerikanischer Fußballkommentator
- Oswald Bergener (1862–1945), deutscher Schriftsteller